# آوون-ل-رامرو
آوون-ل-رامرو (به فرانسوی: Avant-lès-Ramerupt) یک کمون در فرانسه است که در canton of Ramerupt واقع شده‌است. آوون-ل-رامرو ۲۰٫۷۷ کیلومتر مربع مساحت دارد ۱۱۷ متر بالاتر از سطح دریا واقع شده‌است.